# Буча (Румунія)
Буча (рум. Bucea) — село у повіті Клуж в Румунії. Входить до складу комуни Негрень.
Село розташоване на відстані 384 км на північний захід від Бухареста, 71 км на захід від Клуж-Напоки.

## Населення
За даними перепису населення 2002 року у селі проживали 816 осіб.
Національний склад населення села:
| Національність | Кількість осіб | Відсоток |
| -------------- | -------------- | -------- |
| румуни         | 799            | 97,9%    |
| угорці         | 15             | 1,8%     |

Рідною мовою назвали:
| Мова      | Кількість осіб | Відсоток |
| --------- | -------------- | -------- |
| румунська | 801            | 98,2%    |
| угорська  | 13             | 1,6%     |